# Georg Morsztyn der Ältere
Georg Morsztyn der Ältere († vor Juni 1423) war ein krakauischer Ratsherr und Kaufmann.
Er wurde 1410 Ältermann der Kaufleute. Von 1411 bis 1413 sowie 1415 bis 1417 war er Ratsherr, ab 1417 Stadtrat, 1418 Bürgermeister. Mit ihm beginnt der Aufstieg der Morstein zu einem angesehenen Patriziergeschlecht in der Hansestadt Krakau.

## Leben
Die Morstein werden erstmals am 26. Oktober 1369 mit Morsztyns Vater Bartholomäus Morrinstein und seiner Mutter Katharina urkundlich in Krakau erwähnt. Gemeinsam mit seinen drei Brüdern Nikolaus, Leonhard und Peter soll Morsztyn aus dem oberschlesischen Beuthen eingewandert sein. Er erwarb 1391 – demselben Jahr, in dem auch sein Bruder Nikolaus als Bürger registriert wurde – Land in Krakau.
1410 wurde er Ältermann der Kaufleute und Capitaneus ad Turrem. Fortan war er für die Verteidigung des Grodzka-Tors und des Turms hinter der Franziskanerkirche verantwortlich. Er betrieb weitreichenden Handel mit sächsischen Städten. Außerdem importierte er Stoffe aus Brügge und Flandern, die er nach Ungarn exportierte. Sein Vermögen investierte er in Immobilien. So besaß er mehrere Häuser in Krakau, eine Mühle vor der Stadt, einen Bauernhof am Prądnik und eine Brauerei an der ul. Sławkowska. Morsztyn selbst residierte in einem großen Haus am Marktplatz mit dem Namen Spicymirowski.
Es gelang ihm in den Jahren 1411–1413 und 1415–1417, als Ratsherr in den Stadtrat gewählt zu werden. Ab 1417 bekleidete er zudem das Amt des Stadtrats und ab 1418 das des Bürgermeisters. 1419 war er Schöppe und von 1421 bis 1422 Konsul.
Sein gleichnamiger Sohn, der Vater seines Enkels Georg Morsztyn des Jüngeren, sowie sein zweitgeborener Sohn Stanislaus Morsztyn der Ältere beerbten ihn in Krakau, während sein jüngster Sohn Johannes Gut Raciborsko erwarb.

## Ehen und Nachkommen
Morsztyn war zweimal verheiratet. Er hatte fünf Kinder:
- Georg (Jezy) Morsztyn ⚭ Magdalena Wynków, Vater von Georg (Jerzy) Morsztyn dem Jüngeren
- Stanislaus (Stanisław) Morsztyn der Ältere † vor 17. Juli 1476, ⚭ Magdalena Wynek, ⚭ Katharina (Katarzyna) Piczczin, Bürgermeister von Lublin, Laienrichter (1452), Stadtrat (1472), Leiter der königlichen Münzstätte in Krakau (1456–1466)
- Johannes (Janusz) ⚭ 1450 Apollonia
- Anna Morsztyn ⚭ Georg (Jerzy) Schwarz (Schwarcz)
- Margarete (Małgorzata) Morsztyn ⚭ Jan Slepkugil der Jüngere